# Peter Hampton
Peter Hampton (Oldham, 12 settembre 1954 – Cipro, 25 settembre 2020) è stato un calciatore inglese, di ruolo difensore.

## Biografia
Hampton  debutta con la prima squadra del  Leeds United nel 1972. Gioca una partita di Coppa Campioni nella stagione 1974-1975, contro l'FC Zurigo. Viene convocato, anche se non gioca, alla finale del torneo.
Nel 1980 inizia a giocare per la squadra Stroke City.
Nel 1984 passa al Burnley, dove resta fino al 1987. Nel 1987 passa un brevissimo periodo al Rochdale AFC. Nel 1988 passa al Carlisle United, dove resta fino al termine della sua carriera, nello stesso anno.
Muore improvvisamente il 25 settembre 2020, mentre è in vacanza con la sua famiglia nell'isola di Cipro.

## Caratteristiche tecniche
Hampton giocava in difesa, più in particolare nel ruolo di terzino sinistro.

## Palmarès

### Giocatore

#### Competizioni nazionali
- Campionato inglese: 1

Leeds United: 1973-1974
- Coppa d'Inghilterra: 1

Leeds United: 1971-1972